# Chiesa di San Giorgio (Castello-Molina di Fiemme)
La chiesa di San Giorgio è la parrocchiale di Castello di Fiemme, frazione di Castello-Molina di Fiemme, in Trentino. Rientra nella zona pastorale di Fiemme e Fassa dell'arcidiocesi di Trento e risale al XIX secolo.

## Storia

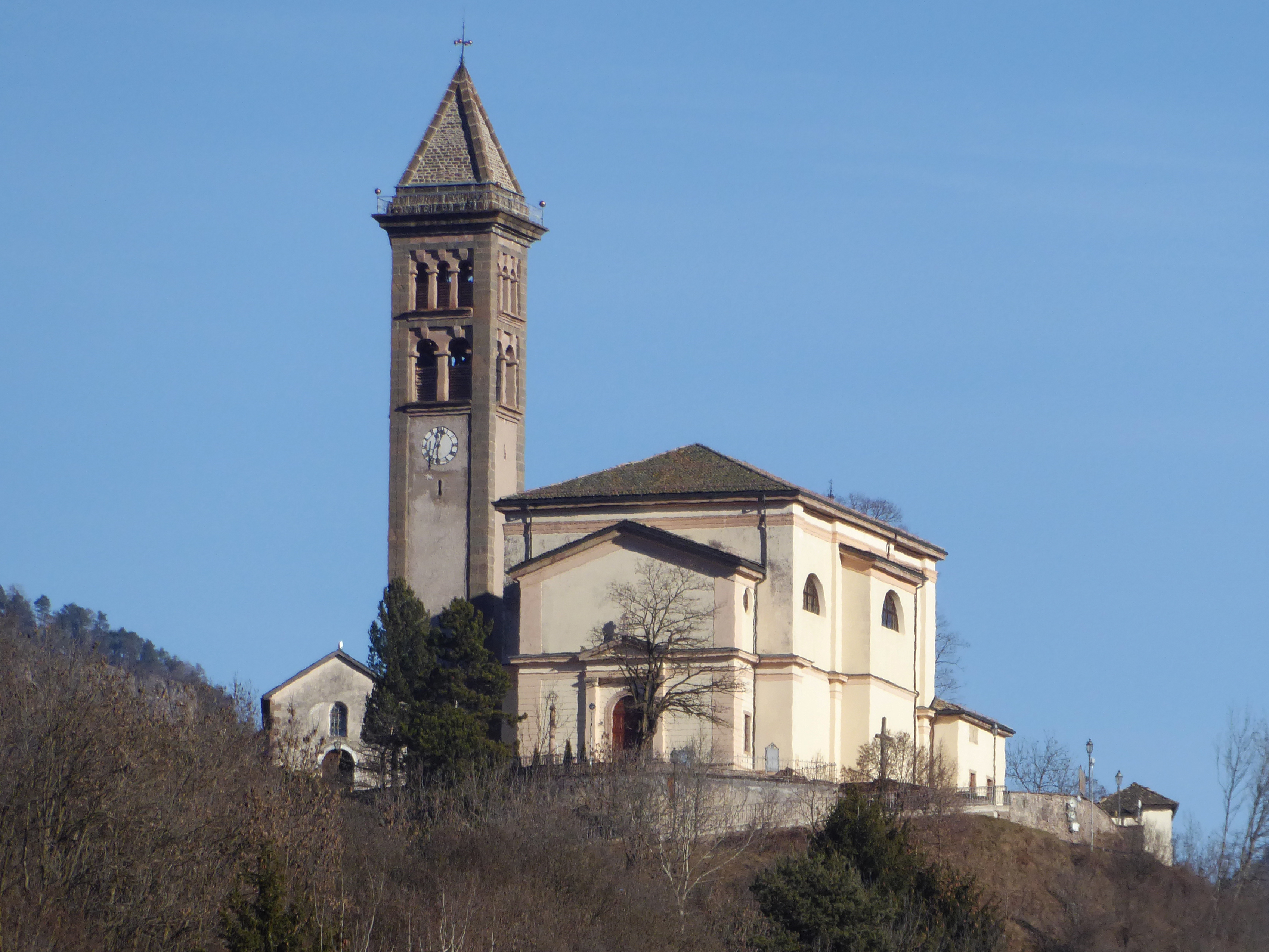
Chiesa di San Giorgio con il campanile e accanto, sulla sinistra, la più piccola chiesa dell'Immacolata di Lourdes

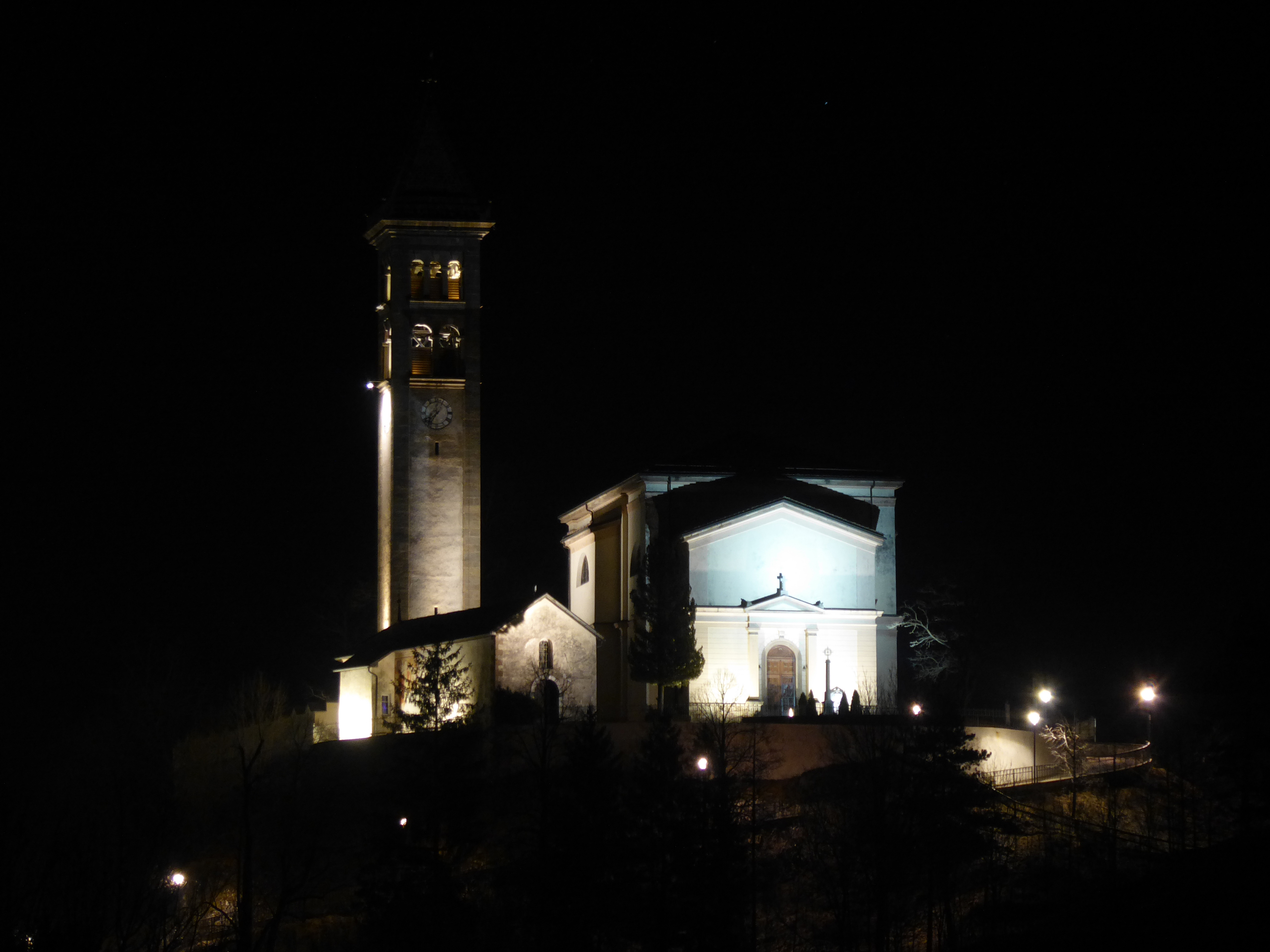
Suggestiva immagine notturna

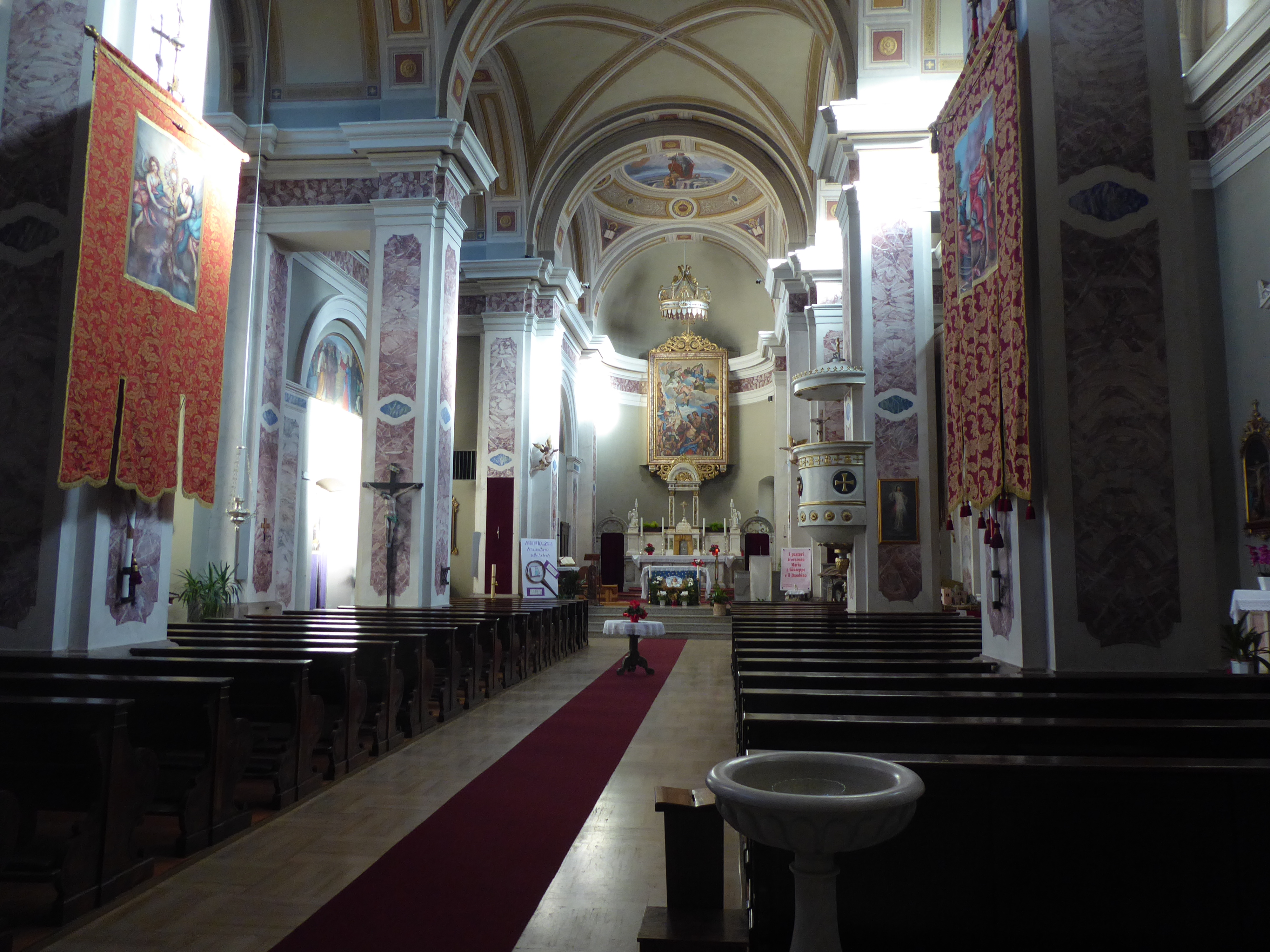
Interno

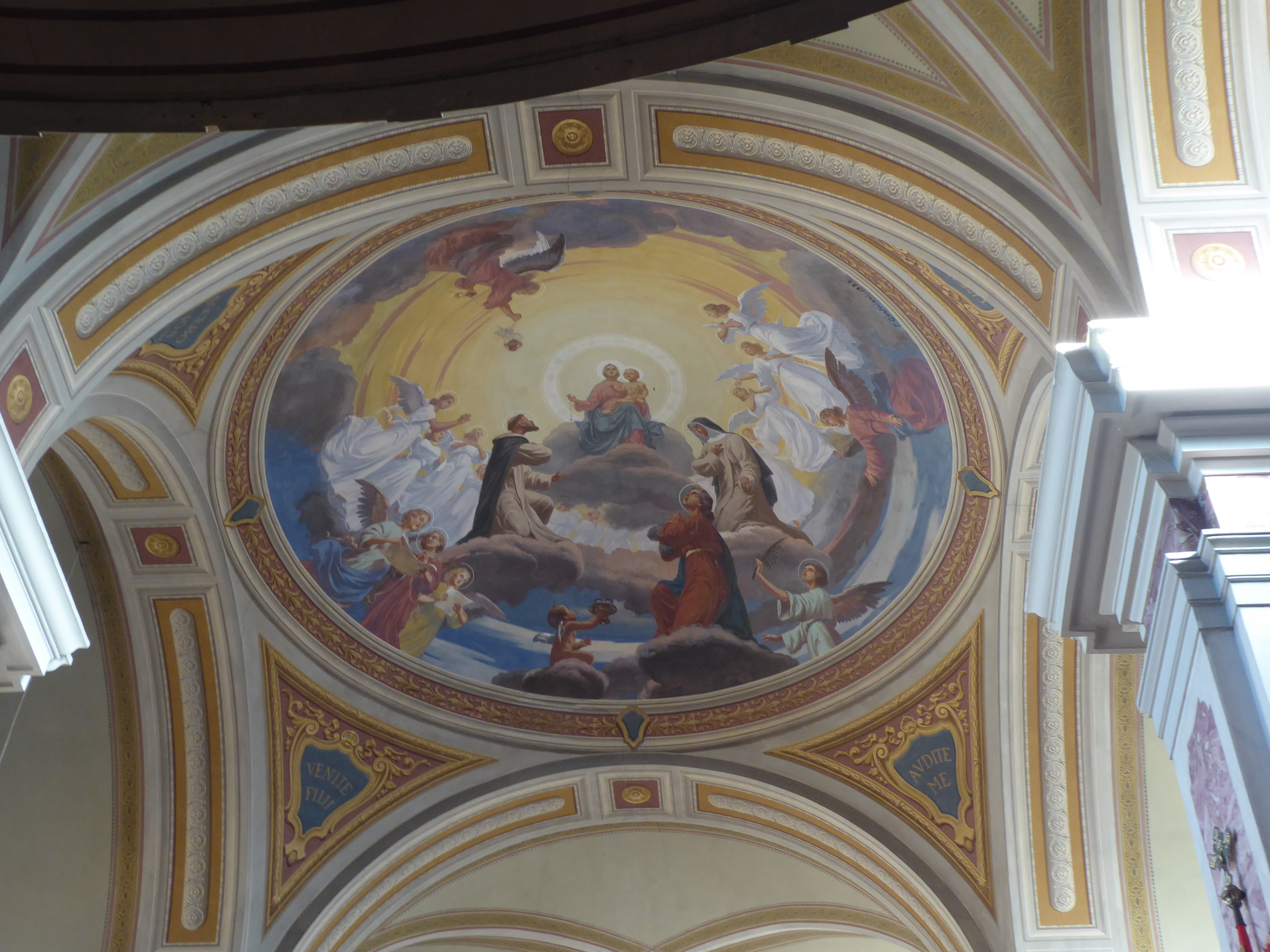
Affreschi sulla volta

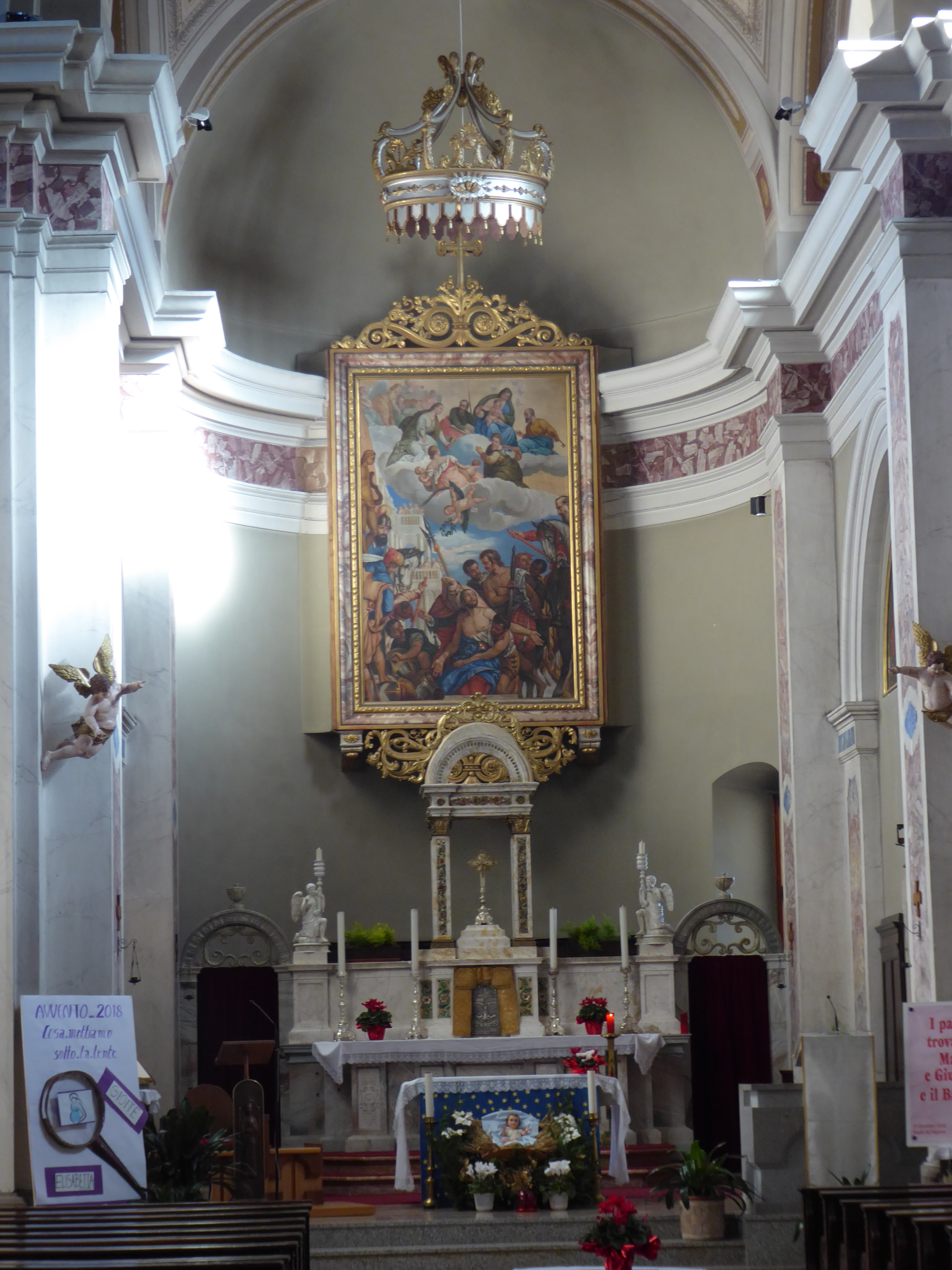
Presbiterio con altare maggiore

Sul colle roccioso che domina il paese di Castello e che controlla l'imboccatura della Valle di Fiemme si ergeva un antico castello degli Eppan, poi dei da Tirolo e successivamente degli Enn-Caldiff che nel 1296 venne dato alle fiamme e nel 1310 smantellato dalla popolazione nel 1310. 
Sull'area del castello era stata eretta una cappella dedicata a San Giorgio che serviva al culto della popolazione del paese; la cappella venne  consacrata intorno al 1296 dal vescovo Federigo Wanga. La cappella non venne toccata dalla distruzione del castello nel 1310 e nel 1400 fu restaurata e modificata in stile gotico. 
Poiché la cappella si rivelò insufficiente per l'accresciuta popolazione si pensò di procedere alla costruzione di un nuovo edificio che sorse sui resti della base quadrangolare dell'antico castello. 
La nuova chiesa parrocchiale di Castello di Fiemme venne edificata a partire dal 1850 su "disegno dell'architetto Claricini 
di Trento sotto la direzione dell'ingegnere Tomasi di Carano e la maestranza di Matteo Dellantonia di Predazzo, col preventivo di circa undici mila fiorini"  sul dosso di Santa Lucia che domina l'abitato. La dedicazione fu da subito per San Giorgio martire, ricevendola al posto dell'antica cappella di San Giorgio che le sorge accanto e che da quel momento venne dedicata a Maria Immacolata di Lourdes. 
La costruzione fu preceduta da lavori per ampliare la via di accesso che provocarono la distruzione di parte delle stazioni della Via Crucis che vi si trovavano e che partivano del centro più antico del paese. La nuova chiesa  fu ultimata nel 1856. Nello stesso anno il camposanto venne ampliato nelle dimensioni e la chiesa, alla fine dei lavori, venne benedetta il 21 settembre 1856.
Il vescovo di Trento Benedetto Riccabona de Reichenfels celebrò la sua consacrazione solenne il 4 agosto 1864. Nel XX secolo, tra il 1907 e il 1908, venne eretta la torre campanaria che sostituì la più antica e da poco demolita appartenente all'antica chiesa che le è rimasta accanto.
Sui battenti del portone d'ingresso sono scolpiti due bassorilievi: a sinistra c'è San Giorgio, il santo titolare della chiesa, e a destra Santa Lucia a cui era dedicato il dosso su cui è stata eretta la nuova chiesa.
Nel primo dopoguerra il 21 maggio 1920 venne elevata a dignità di chiesa parrocchiale. Pochi anni dopo, sul sagrato, venne costruito un monumento a ricordo dei caduti durante il conflitto e nel 1925 parte dell'intradosso della copertura della navata e del presbiterio fu affrescato. Negli anni settanta furono necessari interventi restaurativi diversi e di nuovo, nel biennio 2008-2009 altri lavori hanno riguardato il castello delle campane nella torre.

## Descrizione

### Esterni
La chiesa di San Giorgio si trova sul dosso che domina l'abitato di Castello di Fiemme accanto alla sua torre campanaria e alla piccola chiesa dell'Immacolata di Lourdes. Mostra orientamento tradizionale verso est e la sua facciata in stile neoclassico è caratterizzata dall'avancorpo che ospita il portale con arco a tutto sesto e si conclude col frontone triangolare. La chiesa fu edificata tra il 1850 ed il 1856; nel 1925 vennero restaurate ed affrescate le cupole.

#### Il campanile
L'attuale campanile fu costruito in sostituzione della torre campanaria dell'antica chiesa vicina, che a causa di problemi statici dal 1902 non poté più essere utilizzata e fu demolita nel 1906. Il progetto per il nuovo campanile, che doveva ricalcare le forme salienti di quello antico, fu assegnato all'ingegnere Giuseppe Sandonà. Il 7 aprile 1907 l'impresa Abramo Bonelli di Cavalese si aggiudicò l'incanto dei lavori di muratura e il 5 maggio fu posta la prima pietra.  .Dopo la morte del Bonelli avvenuta alla fine del 1907 il cantiere fu portato a termine dal socio Antonio Seber. Il nuovo campanile, alto 46 metri, venne inaugurato il 20 settembre 1908. Il costo complessivo per il nuovo campanile fu di 35.231,33 corone. 
La torre campanaria si alza in posizione avanzata sulla sinistra, staccata dal corpo della chiesa, e la sua cella è bipartita in due ordini che si aprono, quello inferiore con finestre a bifora e quello superiore con finestre a trifora. All'interno, fino alla base della prima cella campanaria, vi sono sei rampe di scale, ognuna terminante con un pianerottolo, in legno di abete.
Il campanile si conclude con la copertura a forma di piramide a base quadrata. Sotto la prima cella campanaria è stato collocato un orologio, opera Antonio Todeschi, un artigiano di Sover, dotato di tre grandi quadranti ben visibili da est, nord e ovest; da circa vent'anni l'orologio è stato elettrificato.
Sopra la porta d'entrata del campanile è stata posta una lapide di marmo bianco con lo stemma del Comune e la scritta. "Per aspera / ad astra / Castello / F. MCMVII".
Dopo un secolo, nel 2008 la Sovrintendenza ai beni architettonici della Provincia autonoma di Trento concesse l'autorizzazione per il restauro del campanile. I lavori furono eseguiti dalla ditta Paul Lantschner di Aldino fra il luglio 2008 e l'ottobre 2009.

#### Le campane
Alla fine del'Ottocento il vecchio campanile ospitava quattro campane fuse  da Bartolomei Chiappani di Trento:
- la Grana dal peso di Kg 960 e diametro alla base cm 119 - tono MI
- La Seconda dal peso di Kg 485 e diametro alla base cm 96 - tono SOL
- La Terza del peso di Kg 297 e diametro alla base di cm 79 - tono SI
- L Pizola del peso di Kg 104 e diametro alla base cm 59 - tono MI

Nel 1815 un documento conferma che la spese per il mantenimento della campana grande da tempo immemorabile doveva essere ripartito tra la chiesa e la Regola di Castello.
Alla fine dell'Ottocento la Grana si spaccò, fu fatta rifondere ma fu collocata nella cella campanaria soltanto nel 1908 dopo la costruzione del nuovo campanile. 
Durante la prima guerra mondiale il 13 gennaio 1013 tutte le campane furono requisite dagli austriaci tranne la più piccola che   rimase sul campanile. Al termine della guerra il governo provvide a fornire alla chiese delle nuove campane che vennero benedette l'8 settembre 1932.
Il concerto delle nuove campane è il seguente:
- la Grana, tono MI - dal peso di Kg 822 e diametro alla base cm 113
- la Seconda, tono Fa - dal peso di Kg 577 e diametro alla base cm 101
- la Terza, tono SOL - dal peso di Kg 443 e diametro alla base cm 91
- la Quarta, tono SI - dal peso di Kg 303 e diametro alla base cm 80
- la Quinta, tono MI - dal peso di Kg 104 e diametro alla base cm 59

Nella Terza è incisa nel bronzo la seguente scritta: "Laudo Deum, voco populum, defunctos ploro, festa decoro. Me fregit furor hostis, at hostis ab aere revixi, Italiam clara vocem Deumque canens"  

### Interni
L'interno della chiesa è suddiviso in tre navate ed è ampliato dalle due cappelle laterali simmetriche. Il presbiterio è leggermente rialzato. 
La grande pala dell'altare maggiore, racchiusa in una elaborata cornice di legno dorato, è stata dipinta nel 1866 dal pittore cavalesano Carlo Vanzo (1824-1893). La pala, che rappresenta il martirio per decapitazione di San Giorgio, non piacque molto alla gente la quale era abituata all'immagine di San Giorgio vestito da cavaliere con elmo e lancia in procinto di uccidere il drago, principe del male. Anche i 14 quadri della Via Crucis sono stati dipinti dal Vanzo nel 1879.
La sala conserva pale attribuite ad artisti fiemmesi, una copia dell'Ultima Cena di Cristoforo Unterperger e una tela con Cristo che comunica gli apostoli di Antonio Longo. 
Le storie della vita di Cristo, nelle lunette del presbiterio e delle navate, sono del pittore Massimo Diodato (Badia Polesine 1846 - Bolzano 1924) che le ha dipinte nel biennio 1880-1881.
Sopra i due altari laterali ci sono due tele di scuola fiemmese del sec. XVIII; quella di destra raffigura la gloria di Santa Lucia con ai suoi piedi la riproduzione della vecchia chiesa con il campanile romanico che poi è stato demolito; quella di sinistra raffigura la Madonna del Rosario con i santi Domenico, Caterina da Siena e Antonio Abate.
L'affresco della cupola con la "Gloria di San Giorgio" del 1925 è del pittore Francesco Giustiniani di Roma.
Il fonte battesimale in marmo è del 1857; l'organo a canne dal costo di 2.000 fiorini è del Novecento ed è stato realizzato dai fratelli Rieger di Jaegerndorf della Slesia; vicino al presbiterio è presente una pregevole scultura lignea con San Giorgio che uccide il drago, opera di Rudy Printh.